# Budanje
Budanje (Duits: Flachenfels) is een plaats in Slovenië en maakt deel uit van de gemeente Ajdovščina in de NUTS-3-regio Goriška. De plaats telde 842 inwoners op 1 januari 2020. Het dorp ligt op de meest winderige helling van de Vipavavallei en is bekend om haar fruitteelt, maar de laatste jaren is de teelt van wijnstokken erg gegroeid. De zuidelijke gerichte helling maakt dit een van de warmste plekken in de Vipava vallei. Er zijn 13 gehuchten, waaronder Britih, Log, Krašna, Curk, Kodelja, Kranjc, Žgavc, Sever en Pirc.
De kerk van Sint-Nicolaas dateert van 1899, en is gebouwd op de site van de oude kerk, die het eerst werd vermeld in 1499. In Log, op de weg tussen Vipava en Ajdovščina, ligt de kerk van Moeder Gods. De kerk dateert van 1619 en is bekend om haar fresco's. Ieder jaar op 15 augustus komt men van ver om hier Onze-Lieve-Vrouw Hemelvaart te vieren.

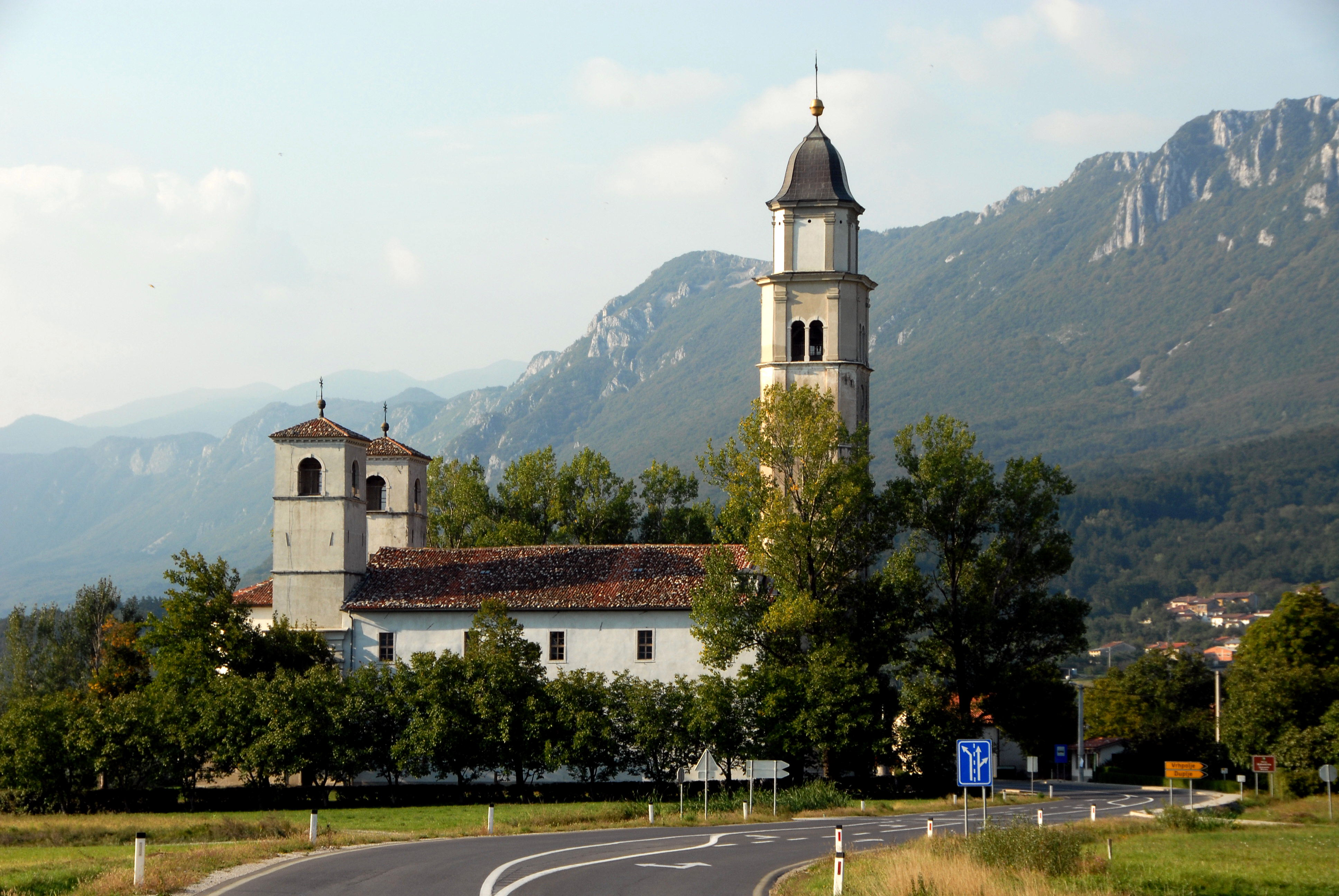
Bedevaartskerk van Moeder Gods